# جورج برنارد
جورج برنارد (بالألمانية: Georg Bernhard) (و. 1875 – 1944 م) هو صحفي، وسياسي، وكاتب ألماني، ولد في برلين، كان عضوًا في الحزب الديمقراطي الاجتماعي الألماني، توفي في نيويورك، عن عمر يناهز 69 عاماً.

## مناصب
تولى منصب عضو مجلس النواب الألماني للجمهورية فايمار
.

## روابط خارجية
- جورج برنارد على موقع مونزينجر (الألمانية)